# Frihandelsavtalet mellan Europeiska unionen och Mexiko
Frihandelsavtalet mellan Europeiska unionen och Mexiko (engelska: Economic Partnership, Political Coordination and Cooperation Agreement between the European Community and its Member States of the one part, and the United Mexican States, of the other part, även känt som FTA EU-MX) är ett handelsavtal mellan Europeiska unionen och Mexiko som undertecknades den 8 december 1997 i Bryssel, Belgien. Syftet med handelsavtalet är att det skall vara ett ramverk för främjandet av ömsesidig handel mellan EU och Mexiko med hänsyn till vissa varors och tjänsters stora betydelse liksom till gällande WTO-regler.